# Didaktika
A didaktika vagy oktatástan (görög διδάσκειν [didáskein] = tanítani) az oktatás ill. tanítás elméleteként kialakult pedagógiai tudomány. A didaktika tehát a pedagógia (neveléstan) egyik ága.
A didaktikával foglalkozó szakembert oktatáselméleti szakembernek, vagy didaktikusnak nevezzük.

## Alapfogalmak
Míg a hétköznapi nyelvben „tanítás” és „oktatás” szinonimaként fordulnak elő, a didaktikai szakirodalom megkülönbözteti a két fogalmat, bár szerzőktől függően előfordulnak eltérő értelmezések. Az itthon többek között Finánczy Ernő és Imre Sándor által képviselt elgondolás („szűkebb értelmezés”) szerint az oktatás a tanítási folyamatnak csupán része, míg Nagy Sándor, Báthory Zoltán és mások szerint az oktatás a szélesebb körű, „tágabb” fogalom, és a tanítás és tanulás egységét jelenti.
A tanítás-tanulás pedagógusok és növendékek olyan, pedagógus által szervezett és irányított együttes tevékenysége, amely a nevelés céljának, valamint a növendékek fejlettségi szintjének megfelelően kiválasztott, majd tananyaggá szervezett művelődési tartalom feldolgozásával fejleszti a gyermekek, fiatalok egész személyiségét.
Az oktatáselmélet magában foglalja mind a tanítás, mind a tanítás által irányított tanulás minden elméleti és gyakorlati problematikáját; az oktatás céljának tartalmának, folyamatának, szervezeti formáinak, kereteinek, eszközeinek tudományos kifejezését; az alkalmazott pedagógiai módszerek és munkaformák rendszerezését. A didaktika a gyakorlat számára kritériumokat állít, az ismeretek, jártasságok, készségek, viselkedésformák, attitűdök megszerzésének legcélravezetőbb módjaira vonatkozó szabályokat fogalmaz meg, s útmutatást nyújt a tanítás, tanulás értékeléséhez is.
1. tanítás-oktatás: a tanulás irányítása, szabályozása.
2. tanulás: elméleti, gyakorlati ismeretek, jártasságok, készségek elsajátítása, képességek kialakítása, érzelmi és akarati tulajdonságok fejlesztése, valamint a magatartás tanulása. (A tanulás-tanítás bipoláris feladat)
3. ismeret: a tények és a belőlük levont általánosítások egysége, a megismerési folyamat eredményeként kialakuló pszichikus képződmény.
4. képesség: valamely cselekvésre, teljesítményre való alkalmasság, egyik embert a másiktól megkülönböztető sajátosság a pszichikum aktuális fejlettségi szintje, melyben integráltan jelentkeznek az egyén ismeretei, készségei, jártasságai, problémamegoldó gyakorlottsága
5. jártasság: új feladatok, problémák megoldása az ismeretek alkotó alkalmazásával, maximálisan begyakorolt feladatmegoldás, ahol a törvények, szabályok felidézése szükséges
6. készség: a tudatos tevékenység automatizált komponense, mely sok gyakorlás során alakul ki. Pszichológiailag dinamikus sztereotípia, és maximálisan begyakorolt műveletvégzés. (Pl.: írás, számolás)

## Az oktatás összetevői
- 1-Elméleti irányzatok Réthy Endréné
- 2-Társadalmi meghatározottság Nahalka István
- 3-A tanonc/tanuló Golnhofer Erzsébet
- 4-A nevelő/pedagógus FALUS IVÁN
- 5-A tanulás /megismerés[kognició] Nahalka István
- 6-Az oktatás célredszere [rétegei/struktúrák] Kotschy Beáta
- 7-Tartalom és fejlődés-lélektan Nahalka István
- 8-A tanterv és elmélete Ballér Endre
- 9-Oktatási folyamat [megismerés és indíték ] Réthy Endréné
- 10-Távlatok[stratégiák] és módszerek FALUS IVÁN
- 11-Tanítás szervezés; irányítás Szivák Judit
- 12-Eszközök, tárgyi feltételek Petriné Feyér Judit
- 13-Oktatási keretek, formák. M.Nádasi Mária
- 14-Arc/front; Egyén; Pár; Csoport. M.Nádasi Mária
- 15-Értékelés; viszonyítás; értékrend Golnhofer Erzsébet
- 16-Különleges bánásmód [gyerek] Petriné Feyér Judit
- 17-Különleges bánásmód [csoport] Vámos Ágnes
- 18-Oktatás tervezés Kotschy Beáta
- 19-A nevelés kezdése Szivák Judit